# Giovanni Reale
Giovanni Reale (Candia Lomellina, Pavia, 15 d'abril de 1931 - Luino, Província de Varese, 15 d'octubre de 2014) va ser un filòsof i historiador de la filosofia italià.
Estudià al liceu de Casale Monferrato, a prop del seu petit poble natal i, posteriorment, a la Universitat Catòlica del Sagrat Cor de Milà, on acabaria doctorant-se. Amplià estudis de filosofia a Alemanya, a Marburg i a Múnic. Acabats els seus estudis a Alemanya, retornà a Itàlia. Fou professor d'institut i més endavant va guanyar una càtedra d'Història de la Filosofia a la Università degli Studi di Parma. Al cap d'uns anys obtingué la càtedra de Filosofia Antiga a la Universitat Catòlica del Sagrat Cor, on romangué trenta anys, des del 1972 fins al 2002. El 1982, inspirat pel rector de la universitat, Giuseppe Lazzati, va fundar el Centro di Ricerche di Metafisica; un espai d'investigació de renom internacional per l'estudi de l'obra de Plató i del platonisme, que va dirigir fins a la seva jubilació, el 2002. Reale fou un destacat estudiós de la filosofia antiga, sobretot de Plató, Aristòtil, Plotí i sant Agustí.
L'any 2006 fou nomenat doctor honoris causa per la Universitat Ramon Llull.

## Publicacions[1]
- Il concetto di filosofia prima e l'unità della Metafisica di Aristotele (1961)
- Per una nuova interpretazione di Platone (1991)
- Saggezza antica (1996)
- Eros demone mediatore (1997)
- Per una nuova interpretazione di Platone (1997)
- Platone. Alla ricerca della sapienza segreta (1997)
- Corpo, anima e salute (1998)
- Socrate. Alla scoperta della sapienza umana (1999)
- Il pensiero antico (2001)